# Missa brevis núm. 3 (Mozart)
La Missa brevis núm. 3 en fa major, K. 192 (186f), també coneguda com a «Kleine Credo messe» (en alemany, Petita missa Credo) és la setena missa escrita per Wolfgang Amadeus Mozart i va ser completada a Salzburg el 24 de juny de 1774.

## Instrumentació
Està escrita per a cor, solistes, dues trompetes (que Mozart va afegir posteriorment), tres trombons, dos violins i orgue
El Credo d'aquesta missa brevis presenta el tema "do-re-fa-mi" en cant pla, motiu que Mozart va fer servir posteriorment com a tema principal al final de la seva Simfonia Júpiter.